# Menemerus pentamaculatus
Menemerus pentamaculatus là một loài nhện trong họ Salticidae.
Loài này thuộc chi Menemerus. Menemerus pentamaculatus được Hsen Hsu Hu miêu tả năm 2001.